# BitChute
BitChute é um portal de Serviço de armazenamento de vídeos.

## História
A empresa foi fundada por Ray Vahey. Ele descreveu-o como uma forma de evitar a censura e desmonetização de serviços de vídeos como o YouTube.
O primeiro vídeo no BitChute foi publicado em 3 de janeiro de 2017. Foi chamado de "Este é o primeiro vídeo sobre o #BitChute", era um vídeo de amostra de uma mulher usando um Tablet. O vídeo foi carregado para testar o processo de upload.[carece de fontes?]
Em setembro de 2017, a conservadora e celebridade da internet Lauren Southern disse que ela estava pensando em mudar para o site em resposta a desmonetização do YouTube em questão de vídeos políticos.

## Semelhante
- Dailymotion
- Vimeo